# S/PDIF

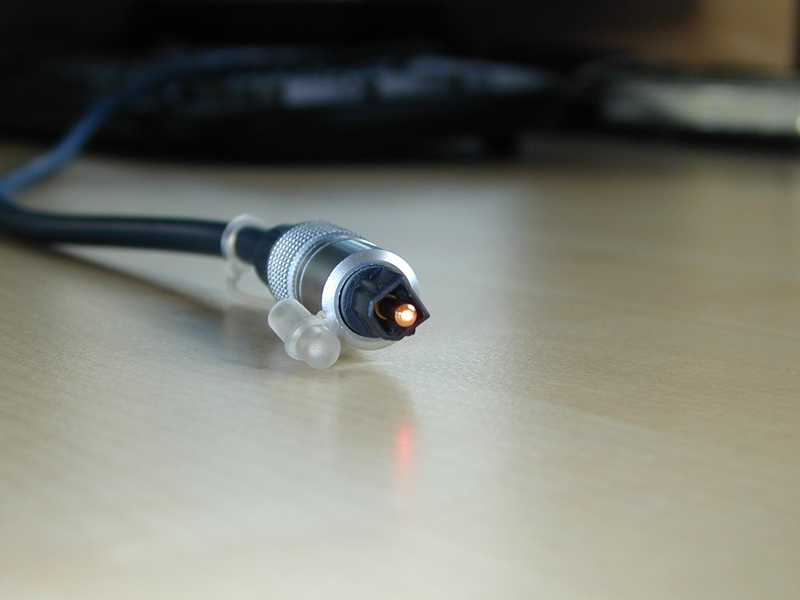
Conector óptico TOSLINK, que segue as especificações S/PDIF.

S/PDIF é uma coleção de especificações de hardware e protocolo de baixo nível para transmissão de sinais digitais de áudio entre aparelhos e componentes estéreos.
O nome é um acrônimo de Sony/Philips Digital Interface Format. As duas companhias foram as principais responsáveis pelo desenvolvimento do formato S/PDIF. Mais recentemente, é parte de uma grande coleção de padrões IEC-60958 (comumente referida como AES/EBU), na qual é conhecido como IEC-958 tipo 2. S/PDIF é essencialmente uma pequena modificação do padrão original AES/EBU para uso doméstico, trazendo pequenas diferenças no protocolo e requerendo hardware mais barato.
O conector SPDIF pode ser do tipo óptico como também metálico (muito parecido com o RCA).